# Love Forever
Love Forever (Kärlek fårever) è un film del 2025 diretto da Staffan Lindberg.

## Trama
Quando Hanna e Samuel, una giovane coppia svedese, decide di sposarsi sull'isola di Gotland, le tradizioni di famiglia finiscono per rovinare il giorno più importante della loro vita.

## Distribuzione
Il film è stato distribuito sulla piattaforma Netflix il 14 febbraio 2025.